# V. S. K. Valasai
V.S.K.Valasai, ou simplesmente Valasai, é uma panchayat (vila) no distrito de Dindigul, no estado indiano de Tamil Nadu.

## Geografia
V.S.K.Valasai está localizada a 10° 18′ 56″ N, 77° 09′ 05″ L. Tem uma altitude média de 320 metros (1049 pés).

## Demografia
Segundo o censo de 2011,  V.S.K.Valasai  tinha uma população de 17,865  habitantes. Os indivíduos do sexo masculino constituem 50% da população e os do sexo feminino 50%. V.S.K.Valasai tem uma taxa de literacia de 71%, superior à média nacional de 59.5%: a literacia no sexo masculino é de 76% e no sexo feminino é de 66%. Em V.S.K.Valasai, 12% da população está abaixo dos 6 anos de idade.